# Orthokeratose
Der Begriff Orthokeratose (altgr. ορθός, ortho - richtig, geradlinig und κέρας, kéras - Horn) wird für eine physiologisch ablaufende, d. h. normale Verhornung (Keratinisierung) eines Plattenepithels verwendet. Dabei kommt es zu einer mehrstufigen Umwandlung von lebenden, kernhaltigen Epithelzellen in tote, kernlose Korneozyten, die Hornmaterial (Keratin) enthalten.

## Quelle
1. ↑  Bock O., e.a.: Großflächige gelbliche Plaques im Bereich von Verbrühungsnarben. In: Der Hautarzt, Springer, Volume 52, Number 9 / September 2001, ISSN 0017-8470, S. 831–833, hier online

| Dieser Text basiert ganz oder teilweise auf dem Eintrag Orthokeratose im Flexikon, einem Wiki der Firma DocCheck. Die Übernahme erfolgte am 17. Februar 2010 unter der damals gültigen GNU-Lizenz für freie Dokumentation. |